# Georges Gabory
Georges Gabory, né le 14 octobre 1899 à Pantin et mort le 25 janvier 1978 à Saint-Pierre-lès-Elbeuf, est un poète, romancier et essayiste français.

## Carrière
Dans sa vingtaine, Georges Gabory devient lecteur chez Gallimard et y joue un rôle assez influent. En 1919, quartier du Montparnasse, il avait rencontré de façon fortuite le peintre André Derain qui lui présenta tous ses amis, dont Daniel-Henry Kahnweiler.
Dans un extrait des Cinq rêves intitulé "Une vocation d'écrivain", André Breton le décrit ainsi : « Dans la première salle, de beaucoup la plus petite, où pénètre seulement le jour d'un soupirail incompréhensible, un jeune homme est assis à une table et compose des poèmes. Tout autour de lui, sur la table et par terre, sont répandus à profusion des manuscrits extrêmement sales », l'assimilant rétrospectivement à une sorte de « fonctionnaire des lettres ». 
Il est l'auteur d'essais sur André Gide, Marcel Proust, Moïse Kisling...  Parmi ses fréquentations et ses amis, sans compter Derain, il y avait Guillaume Apollinaire, Max Jacob, Gide, Proust, Juan Gris, André Breton, Aragon, Raymond Radiguet, Jean Cocteau, Antonin Artaud, Pierre Reverdy, Georges Duveau et André Malraux.
Après 1930, il se retire quasiment de toute vie publique. En 1962, un professeur de lettres américain vient à Paris pour l'interviewer.
Un recueil de ses poèmes, Mesures pour mesures, est paru en 1981 ainsi qu'un recueil de souvenirs Apollinaire, Max Jacob, Gide, Malraux & Cie en 1988.

## Sources
- Marguerite Bonnet (dir.), Œuvre d'André Breton, éd. La Pléiade, p. 149, 3.